# Кокцидиомикоз

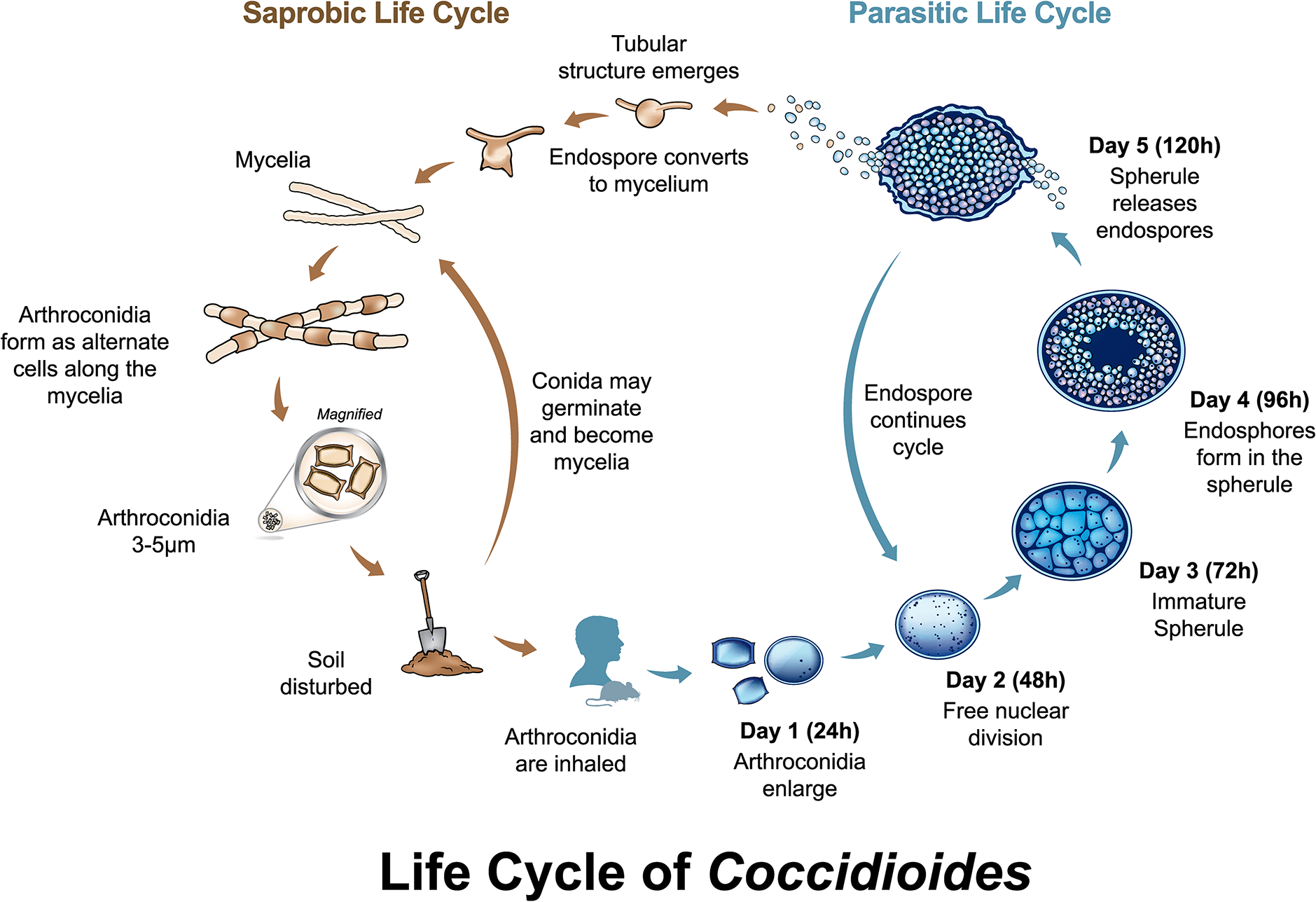
Жизненный цикл кокцидий

Кокцидиомикоз, или долихоспоротрихоз — инфекционное заболевание, вызванное грибами рода Coccidioides. Эти грибы обитают в почве, особенно в сухих и песчаных районах, где они могут образовывать споры. Когда возникают условия, способствующие высвобождению спор, люди могут заразиться их ингаляцией.
Кокцидиомикоз часто начинается с дыхательных проявлений, поскольку грибы в первую очередь атакуют легкие. Симптомы могут включать кашель, боль в груди, лихорадку и общую слабость. У некоторых людей инфекция может оставаться латентной или протекать как легкая респираторная инфекция, тогда как у других она может прогрессировать в более тяжелую форму, распространяясь по другим органам и тканям.
Кокцидиомикоз встречается главным образом в некоторых регионах Северной и Южной Америки, таких как юго-западные штаты США и Северная Мексика. Лечение может включать противогрибковые препараты, но иногда оно может оказаться долгосрочным и сложным.
Кокцидиомикоз не передаётся от человека к человеку, и заражение происходит исключительно через вдыхание спор, которые до этого находились в почве.